# Un plan simple
Pour plus de détails, voir Fiche technique et Distribution.
Un plan simple (A Simple Plan) est un long métrage multinational réalisé par Sam Raimi et sorti en 1998.
Le film a obtenu le prix du jury au festival du film policier de Cognac en 1999.

## Synopsis
C'est le jour de l'an et le Minnesota est assailli par le froid et recouvert de neige. Hank Mitchell, un homme honnête accompagné de son frère aîné Jacob, son exact contraire et de Lou, un copain de Jacob lui ressemblant moralement, découvrent en forêt un avion recouvert par la neige. À l'intérieur, ils découvrent le cadavre du pilote et un sac contenant près de cinq millions de dollars en billets de banque.
Hank, d'abord réticent, se laisse convaincre par ses deux compagnons et met alors au point un plan simple : cacher l'argent, attendre que l'avion soit découvert et voir si quelqu'un réclame l'argent. Puis, rendre l'argent s'il est réclamé, et le garder dans le cas contraire.

## Fiche technique
Sauf indication contraire, les informations mentionnées dans cette section peuvent être confirmées par la base de données cinématographiques IMDb,  présente dans la section « Liens externes ».
- Titre francophone : Un plan simple
- Titre original : A Simple Plan
- Réalisation : Sam Raimi
- Scénario : Scott B. Smith, d'après son roman éponyme
- Directeur de la photographie : Alar Kivilo
- Montage : Eric L. Beason et Arthur Coburn
- Costumes : Julie Weiss
- Décors : Patrizia von Brandenstein
- Musique : Danny Elfman
- Sociétés de production : UGC (France) ; BBC (Royaume-Uni) ; Tele München Fernseh Produktionsgesellschaft (Allemagne) ; Mutual Film Company, Paramount Pictures et Savoy Pictures (États-Unis) ; Tōhō et Towa Video (Japon)
- Distribution : Paramount Pictures (États-Unis), UGC Fox Distribution (France)
- Pays d'origine :  France,  Royaume-Uni,  Allemagne,  États-Unis,  Japon
- Budget : 17 000 000 $[1]
- Format : 35 mm, 1.85:1 - couleurs, son Dolby numérique
- Langue originale : anglais
- Genre : Thriller, néo-noir[2], drame
- Durée : 121 minutes
- Dates de sortie :
  - Canada : 12 septembre 1998 (festival international du film de Toronto 1998)
  - États-Unis : 11 décembre 1998
  - France : 24 mars 1999
- Déconseillé aux moins de 10 ans en France

## Distribution
- Bill Paxton (VF : Michel Papineschi) : Hank Mitchell
- Billy Bob Thornton (VF : Joël Zaffarano) : Jacob Mitchell
- Bridget Fonda (VF : Marie-Laure Dougnac) : Sarah Mitchell
- Brent Briscoe (VF : Jacques Bouanich) : Lou Chambers
- Becky Ann Baker (VF : Denise Metmer) : Nancy Chambers
- Gary Cole (VF : Jean-Luc Kayser) : Neil Baxter
- Chelcie Ross (VF : Georges Claisse) : le shérif Carl Jenkins
- Jack Walsh : Tom Butler
- Frank Beard : un homme aux funérailles (caméo[3])

## Production

### Genèse, développement et attribution des rôles
Après la publication d'une nouvelle de Scott B. Smith dans The New Yorker, le responsable en fiction du magazine lit le manuscrit de son roman encore non publié, A Simple Plan (en) et en parle autour de lui. Peu de temps après, Scott Smith apprend que Mike Nichols est intéressé pour en obtenir les droits. Mike Nichols contacte l'agent de Scott Smith pour les acquérir via sa société Icarus Productions,. Une option sur le manuscrit de A Simple Plan est ensuite mise par le studio indépendant Savoy Pictures. Mike Nichols quitte finalement le projet, pour se concentrer sur une adaptation du roman De si jolis chevaux de Cormac McCarthy (le film sera finalement réalisé par Billy Bob Thornton et sortira en 2000).
Ben Stiller rejoint ensuite le projet et signe un contrat de deux films comme réalisateur avec Savoy Pictures. Il passe ensuite neuf mois à travailler sur un script avec Smith. Cependant, durant cette préproduction, Ben Stiller entre en désaccord avec Savoy Pictures à propos du budget, dont une partie s'explique par le salaire de l'acteur voulu par Ben Stiller, Nicolas Cage, tout juste auréolé de l'Oscar du meilleur acteur pour Leaving Las Vegas. L'acteur-réalisateur explique : « Le problème était Savoy. Je ne pense pas qu'ils avaient une bonne compréhension de la façon dont on fait des films ». Ne trouvant aucun autre studio pour combler le budget, Ben Stiller quitte le navire.
En janvier 1995, John Dahl est annoncé comme réalisateur, avec toujours Nicolas Cage en tête d'affiche, pour un tournage prévu dans le courant de l'année,. En novembre 1995, après plusieurs échecs au box-office, Savoy Pictures annonce son retrait de l'industrie. Le studio sera plus tard racheté par IAC/Interactive Corporation, où son PDG, Barry Diller, met en vente les droits de A Simple Plan. Cela entraîne les départs de John Dahl et Nicolas Cage,.
Le film est relancé par Paramount Pictures. Le producteur Scott Rudin engage John Boorman comme réalisateur. Ce dernier souhaite Bill Paxton et Billy Bob Thornton pour les rôles respectifs de Hank et Jacob Mitchell. De son côté, Scott
Rudin envisage Anne Heche pour incarner Sarah Mitchell. John Boorman part en repérages, pour un tournage qui doit débuter début janvier 1998. Mais un investisseur quitte le projet et la Paramount refuse de financer seule les 17 millions,. Alors que le projet est à nouveau retardé, John Boorman doit quitter le projet en raison de son emploi du temps. Paramount choisit Sam Raimi pour lui succéder au poste de réalisateur. L'auteur du roman Scott B. Smith raconte à son sujet : « Je n'étais pas très familier du travail de Sam, mais je l'ai rencontré, et nos discussions étaient très plaisantes. J'ai senti qu'il comprenait l'histoire ». En raison des contraintes de budget, Sam Raimi n'a pas la possibilité de faire des repérages et se sert de ceux faits par son prédécesseur, John Boorman.
En décembre 1997, Bridget Fonda, qui avait été dirigée par Sam Raimi dans Evil Dead 3 (1992), décroche le rôle de Sarah Mitchell. Les noms de Natalie Portman, Emma Thompson, Laura Dern ou encore Embeth Davidtz avaient été évoqués avant cela.
A Simple Plan est finalement coproduit par Paramount et Mutual Film Company et cofinancé par Mutual et Newmarket Capital Group. Les partenaires internationaux de Mutual (le groupe britannique BBC, le groupe allemand Tele München, la société japonaise Tōhō et UGC pour la France) cofinancent le film, en échange des droits de distribution dans leur pays. Paramount acquiert de son côté les droits de distribution pour l'Amérique du Nord.

### Tournage
Le tournage débute le 5 janvier 1998 et s'achève le 13 mars 1998,. Il devait débuter à Delano dans le Minnesota mais des changements climatiques sont provoqués par le courant côtier El Niño. La production se retourne finalement vers le Wisconsin pour avoir la quantité de neige nécessaire à l'histoire. Le tournage dans le Minnesota aura finalement lieu après cela.
Pour le tournage sous la neige, Sam Raimi a pris des conseils auprès de ses amis Joel et Ethan Coen, qui venaient de tourner Fargo dans des conditions similaires dans le Minnesota.

## Accueil

### Critique
Un plan simple a reçu un accueil critique favorable. Sur le site agrégateur de critiques Rotten Tomatoes, il obtient un score de 90 % d'avis positifs, sur la base de 72 critiques collectées et une note moyenne de 8,26/10 ; le consensus du site indique : « Un thriller policier captivant plein de tension émotionnelle ». Sur Metacritic, il obtient une note moyenne pondérée de 82 sur 100, sur la base de 28 critiques collectées. Dès sa sortie, le film a été beaucoup comparé à Fargo.

### Box-office
Malgré des critiques globalement positives, le film est un échec commercial : il ne rapportant qu'environ 20 116 000 $ au box-office mondial, dont 16 245 000 $ en Amérique du Nord, pour un budget de production de 17 000 000 $. En France, il n'attire que 126 575 spectateurs en salles.

## Distinctions principales
Source et distinctions complètes : Internet Movie Database

### Récompenses
- Critics' Choice Movie Awards 1999 : meilleur scénario adapté et meilleur acteur dans un second rôle pour Billy Bob Thornton
- National Board of Review 1999 : NBR Award du meilleur scénario
- Festival du film policier de Cognac 1999 : prix du jury

### Nominations
- Oscars 1999 : meilleur acteur dans un second rôle pour Billy Bob Thornton et meilleur scénario adapté
- Saturn Awards 1999 : meilleur film d'action, d'aventures ou thriller et meilleur acteur dans un second rôle pour Billy Bob Thornton,
- Screen Actors Guild Awards 1999 : meilleur acteur dans un second rôle pour Billy Bob Thornton
- Satellite Awards 1999 : meilleur acteur dans un second rôle dans un film dramatique pour Billy Bob Thornton
- Prix Edgar-Allan-Poe 1999 : nomination au prix du meilleur film

## Postérité
Le groupe de musique Simple Plan tire son nom du film que les membres du groupe avaient regardé alors que leur groupe n'avait pas encore de nom.